# À fleur de peau (film, 1995)
Pour les articles homonymes, voir À fleur de peau.
Pour plus de détails, voir Fiche technique et Distribution.
À fleur de peau (The Underneath) est un film américain réalisé par Steven Soderbergh et sorti en 1995. Il est adapté du roman Criss Cross de Don Tracy, déjà adapté dans Pour toi j'ai tué de Robert Siodmak sorti en 1949.

## Synopsis
Michael Chambers retourne dans sa ville natale, au Texas, pour le mariage de sa mère avec Ed Dutton. Michael avait quitté cette ville en raison d'importantes dettes de jeu. Il renoue d'autant plus avec son passé en revoyant son ancienne compagne, Rachel, qu'il avait abandonné en s'enfuyant. Elle vit désormais avec le douteux Tommy Dundee. Michael Chambers doit par ailleurs faire face à la jalousie de son frère, David. Michael va tenter d'enlever Rachel au « contrôle » de Tommy. Employé comme convoyeur de fonds grâce à Ed, Michael met sur pied le vol du contenu de son fourgon.

## Fiche technique
Sauf indication contraire, les informations mentionnées dans cette section peuvent être confirmées par la base de données cinématographiques IMDb,  présente dans la section « Liens externes ».
- Titre francophone : À fleur de peau
- Titre original : The Underneath
- Réalisation : Steven Soderbergh
- Scénario : Steven Soderbergh (crédité Sam Lowry) et Daniel Fuchs, d'après le roman Criss Cross de Don Tracy
- Musique : Cliff Martinez
- Décors : Howard Cummings
- Costumes : Karyn Wagner
- Photographie : Elliot Davis
- Montage : Stan Salfas
- Production : John Hardy, Joshua Donen (délégué), William Reid (délégué), Lionel Wigram (délégué)
- Société de production : Populist Pictures
- Distribution : Gramercy Pictures (États-Unis), UIP (France)
- Langue originale : anglais
- Budget : 6,5 millions de dollars[1]
- Pays de production :  États-Unis
- Genre : drame, thriller
- Dates de sortie[2] : 
  - États-Unis : 10 mars 1995 (festival South by Southwest)
  - États-Unis : 28 avril 1995
  - France : 10 avril 1996

## Distribution
- Peter Gallagher (VF : Emmanuel Jacomy) : Michael Chambers
- Alison Elliott (VF : Laurence Crouzet) : Rachel
- William Fichtner (VF : Edgar Givry) : Tommy Dundee
- Adam Trese : David Chambers
- Joe Don Baker : Clay Hinkle
- Paul Dooley (VF : Jacques Richard) : Ed Dutton
- Elisabeth Shue : Susan Crenshaw
- Anjanette Comer : Mme Chambers
- Shelley Duvall (VF : Céline Monsarrat) : l'infirmière
- Joe Chrest (VF : Dominique Collignon-Maurin) : M. Rodman
- Harry Goaz : le garde Casey
- Steven Soderbergh : le fumeur au concert (non crédité)
- Richard Linklater : le portier

## Production

### Genèse et développement
Ce film intervient à une période délicate pour le cinéaste : son mariage avec Betsy Brantley décline et il vient d’être renvoyé d’un projet sur lequel il s’était beaucoup investi, Quiz Show, finalement confié à Robert Redford et sorti en 1994. Steven Soderbergh est alors approché par Universal Pictures pour écrire l'adaptation du roman Criss-Cross (1935) de Don Tracy, publié en France sous le titre Tous des vendus ! et déjà adapté au cinéma par Robert Siodmak en 1949 dans Pour toi j'ai tué, avec Burt Lancaster. Steven Soderbergh accepte sans enthousiasme. Il coécrit le scénario avec Daniel Fuchs. Non autorisé à signer de son véritable nom, Steven Soderbergh sera crédité au générique sous le pseudonyme de Sam Lowry (en référence au personnage incarné par Jonathan Pryce dans Brazil de Terry Gilliam). Peu motivé au départ du projet, Steven Soderbergh voit dans certains éléments de l'intrigue une résonance spécifique. Dans une interview pour L'Express à la sortie du film, il répond à la question « [Michael] Chambers vous ressemble-t-il ? » :

« Moi aussi, je me sens à la dérive. Déconnecté. Paumé. Surtout aux Etats-Unis, où chacun de mes longs-métrages vire au désastre commercial. Quant à cette famille qui cache son chaos derrière des propos anodins et des regards en coin, elle ressemble à la mienne. Quand j'étais gamin, mes parents voulaient divorcer. Ils se parlaient par code. Le moindre mot se teintait donc de mystère, comme dans les pièces de Harold Pinter. »

— Steven Soderbergh
Marqué par l'intrigue, Steven Soderbergh insiste donc auprès du studio pour obtenir également le poste de réalisateur. Le tournage débute peu après.
Steven Soderbergh choisit une narration assez particulière. Il avoue s'être inspiré pour cela de films comme L'Année dernière à Marienbad (1961) d'Alain Resnais, Le Point de non-retour (1967) de John Boorman et Petulia (1968) de Richard Lester.

### Tournage
Le tournage a eu lieu à Austin au Texas.
Pour bien séparer les différentes parties du film, Steven Soderbergh a l'idée de leur donner chacun une « couleur » différente. Ainsi, les scènes situées dans le présent restent plutôt neutres (avec parfois quelques filtres bleus ou rouges), les scènes de flashbacks ont un éclairage assez froid et celles de flashforwards ont un filtre vert. Ce faisant, chaque lieu et chaque temporalité auront leur texture propre. Avec son directeur de la photographie Elliot Davis, Steven Soderbergh choisit la pellicule Kodak Ektachrome, un film inversible qui la particularité de tirer un peu vers le vert et d'avoir une faible sensibilité. Après des tests couleurs, les scènes sont tournées en supprimant les filtres habituels utilisés. Mais le réalisateur et son directeur de la photographie ont décidé surexposer leur pellicule et de ne la développer que comme négatif. Ils seront alors alertés par Kodak car les pellicules se dégradent très vite selon le procédé utilisé pour ce film. Alors que le tournage est déjà bien avancé, le réalisateur découvre que les scènes précédemment tournées se dégradent très vite.

## Accueil

### Critique
Sur l'agrégateur américain Rotten Tomatoes, À fleur de peau récolte 59% d'opinions favorables pour 22 critiques et une note moyenne de 6,03⁄10. Sur Metacritic, il obtient une note moyenne de 69⁄100 pour 11 critiques.
Serge Kaganski des Inrockuptibles écrit notamment « Thriller mental hyper-stylisé, À fleur de peau se refuse à tout effet choc, préférant utiliser le seul langage (moins accrocheur) de la mise en scène » ou encore « même si Soderbergh a toujours son côté un peu scolaire et appliqué, A fleur de peau est l'œuvre d'un cinéaste sans doute plus intéressant que les Bryan Singer ou John Dahl à la mode ».
Steven Soderbergh sera lui-même assez critique envers son film. En 2014, son film King of the Hill est édité dans la Criterion Collection. Dans un bonus, il décrit À fleur de peau comme un film atone. Il raconte s'être ennuyé durant le tournage et s'est globalement peu investi dans ce projet. Il explique par ailleurs qu'à cette époque, les studios Universal étaient très occupés par la production chaotique de Waterworld. Steven Soderbergh ajoute qu'il s'est lui-même désintéressé du projet au point de refuser l'opportunité de le présenter en avant-première au festival de Cannes.

### Box-office
Il s'agit d'un nouvel échec au box-office pour Steven Soderbergh. Le film ne totalise que 536 023 $ aux États-Unis. En France, il n'attire que 34 452 spectateurs en salles.

## Distinction
Le film a été nommé dans la catégorie meilleure photographie aux Film Independent's Spirit Awards.

## Sortie vidéo
Le film est sorti dans la The Criterion Collection comme « bonus » du précédent film du réalisateur, King of the Hill.